# Brug 478
Brug 478 is een bouwkundig kunstwerk in Amsterdam-Oost. 
Bij de aanleg van de Gooiseweg, die op een dijklichaam werd aangelegd waren afwateringstochten noodzakelijk om overvloedig regenwater weg te laten stromen. Aan beide zijde kreeg de weg dan ook waterstromen langs zich. Aan de oostkant was er qua afwatering geen probleem, want de weg grenst hier aan het groene Darwinplantsoen. Aan de westzijde ligt verdiept in een voormalige polder de De Wetbuurt met huizen, dus werd de daarin liggende Fahrenheidsingel doorgegraven. Om bewoners toegang te geven vanuit die wijk tot de groenstrook langs de Gooiseweg werd een voetbrug aangelegd. 
Hij werd ontworpen door architect Cornelis Johannes Henke, die toen werkte bij de Dienst der Publieke Werken. Het werd een van de circa 35 bruggen die Henke voor de stad zou ontwerpen. Henke ontwierp niet alleen deze brug binnen het genoemde watersysteem. Ook de brug 479, bruggen 443 en 442 en brug 168 zijn door hem ontworpen, net als enkele bruggen in Amsterdam-Noord, zoals brug 476. 
Henke kwam met een betonnen brug die in de jaren volgend op de bouw eigenlijk nog nergens naar toe ging; de groenstrook werd pas later ingericht. De brug is uitgevoerd met ranke balustrades en leuningen. Wanneer die groenstrook geheel in bloei staat is de brug vanuit de omgeving onopvallend.

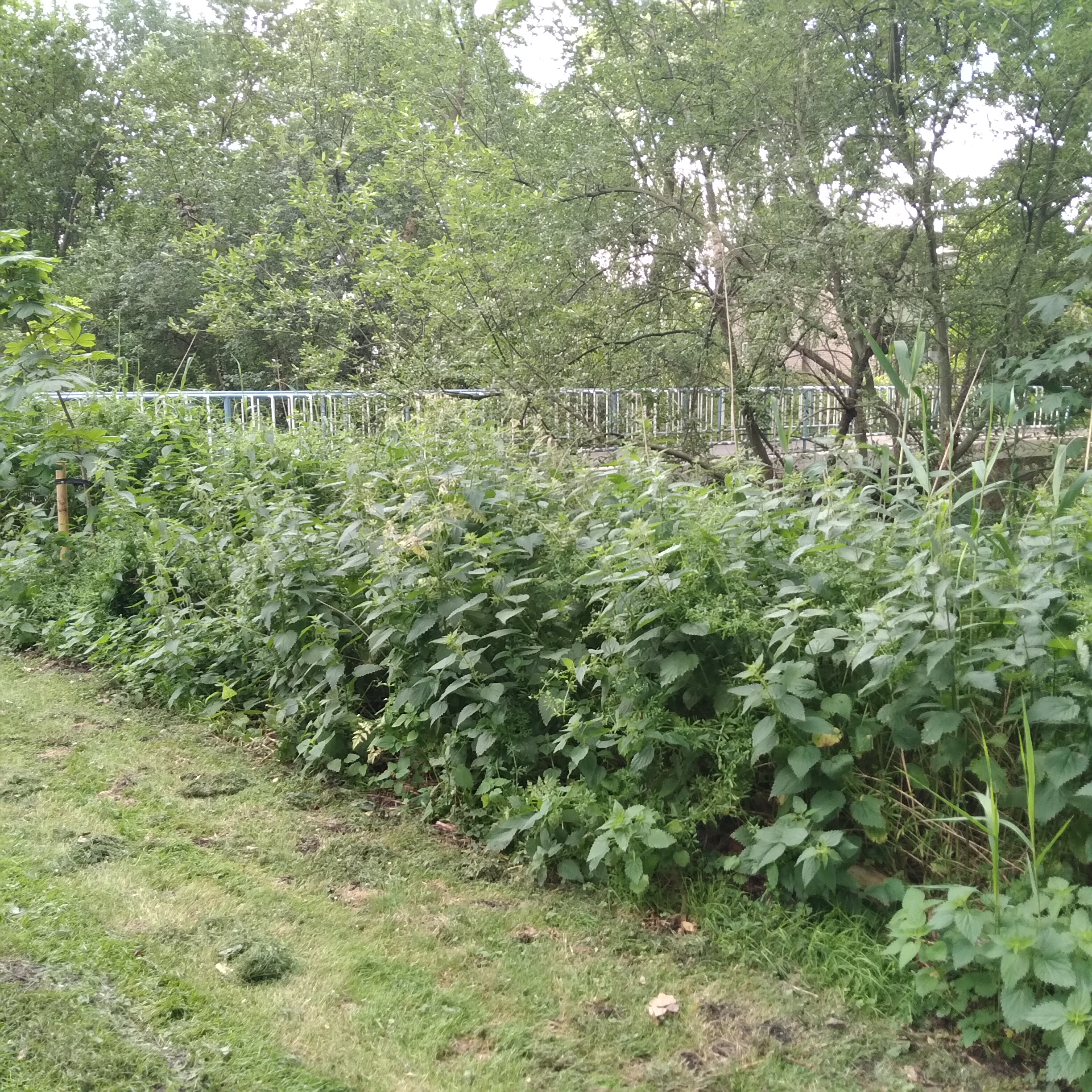
Brug 478 in het landschap (juni 2021)

<<< · 400 · 401 · 402 · 403 · 404 · 405 · 406 · 407 · 408 · 409 · 410 · 411 · 413 · 414 · 415 · 416 · 417 · 418 · 419 · 420 · 421 · 422 · 423 · 424 · 425 · 427 · 429 · 430 · 431 · 432 · 433 · 434 · 435 · 436 · 437 · 438 · 439 · 440 · 441 · 442 · 443 · 444 · 445 · 446 · 447 · 448 · 449 · 450 · 451 · 452 · 453 · 454 · 455 · 456 · 457 · 458 · 459 · 460 · 461 · 462 · 463 · 464 · 465 · 466 · 469 · 470 · 471 · 472 · 473 · 474 · 475 · 476 · 478 · 479 · 480 · 482 · 483 · 485 · 486 · 487 · 488 · 489 · 490 · 491 · 492 · 493 · 494 · 495 · 496 · 497 · 499 · >>>
Brugnummers 412, 426, 428, 467, 468, 477, 481, 484 en 498 zijn niet (meer) vergeven.